# Балка Скелювата (Торецьк)
Балка Скелювата знаходиться  на території сучасного міста Торецьк (колишній Дзержинськ) - це місце першого документально зафіксованого видобутку вугілля в Донецькому вугільному басейні. Відкриття вугілля в балці Скелюватій зафіксовано 1721 роком в документах Берг-колегії. Комендант Бахмутської фортеці Семен Чирков и управляючий соляними промислами Микита Вепрейський організувалі в 1721 році розвідувальну партію і виявили поклади вугілля, які були придатні для промислової розробки. У 1722-1724 роках вони вели видобуток вугілля на виходах вугільніх пластів на поверхню в балці Скелюватій. На схилах балки розташована шахта Центральна, яка є найстарішою діючою вугільною шахтою Донбасу та всієї України.